# Jerome Froese
Jerome Froese (nacido el 24 de noviembre de 1970 en Berlín, Alemania) es un músico, productor, compositor y disc-jockey alemán de música electrónica. Hijo del pionero de la música electrónica Edgar Froese es conocido por su integración entre 1990 y 2006 en Tangerine Dream, el grupo musical fundado por su padre, etapa en la que obtuvo 6 nominaciones a los Premios Grammy.
Tras abandonar Tangerine Dream fundó su propio sello discográfico, Moonpop, y ha proseguido su trayectoria musical en distintos proyectos: forma parte de LOOM, banda que comparte con Johannes Schmoelling y Robert Waters, o ha colaborado con Claudia Brücken cantante de Propaganda.

## Reseña biográfica
A principios de los años 80 Jerome Froese comenzó a experimentar con instrumentos musicales como las guitarras y los teclados. Previamente ya había aparecido en portadas de álbumes de Tangerine Dream como en Atem (1973). Sin embargo su primera colaboración musical con el grupo fundado por su padre fue interpretando la guitarra en el tema Radio City incluido en Lily On The Beach (1989). Un año más tarde se convirtió en miembro oficial del grupo con la grabación de Melrose (1990) y su posterior gira de conciertos.

"Afortunadamente siempre tuve la oportunidad de practicar con el equipo de Tangerine Dream incluso si no estaba al tanto de lo que estaba haciendo con él. En 1983 me mudé a un internado en Suiza y permanecí allí hasta 1987. Durante ese tiempo la música me rodeaba, tomé clases de piano y toqué la guitarra en varias bandas. Competir con mis amigos mantuvo viva mi motivación y entusiasmo. Toda la música rock orientada a la guitarra me influyó en ese momento."
Jerome Froese sobre sus inicios musicales (Sonic Inmersion, 2009) 

Tras la salida de Paul Haslinger Tangerine Dream se configuró como un dúo entre Edgar Froese y Jerome Froese junto a una elección de músicos invitados para los conciertos y las grabaciones discográficas. Durante su permanencia en la banda se editaron decenas de trabajos entre bandas sonoras, grabaciones en vivo y álbumes de estudio con un promedio de dos obras anuales a finales de los años 90. Algunas de estas grabaciones, como Rockoon (1992), Turn of the Tides (1994) o Tyranny of Beauty (1995), obtuvieron nominaciones en los Premios Grammy.

"Ser parte de la banda no era mi intención esos años pero tuve la oportunidad de unirme y vi la posibilidad de dar un gran paso hacia el aprendizaje en la producción musical en un entorno perfecto. Un poco más tarde me di cuenta de que la situación era un poco crítica ya que el grupo estaba en una fase de agitación y buscaba nuevos desafíos musicales."
Jerome Froese sobre su participación en Tangerine Dream (Sonic Inmersion, 2009) 

También obtuvieron cierta repercusión en circuitos alternativos de música electrónica, y generaron controversia, la serie de grabaciones The Dream Mixes, remezclas realizadas por Jerome Froese sobre canciones compuestas en esta etapa por Tangerine Dream. Uno de estos álbumes, DM IV (2003), es un álbum en el que Edgar Froese sólo realiza labores de producción recayendo todo el trabajo en Jerome Froese. 

"Los años siguientes a veces resultaron ser una pesadilla porque las críticas de la prensa y de los fans sobre los nuevos álbumes de Tangerine Dream se focalizaban en mi persona. Esta fue una experiencia muy interesante en mi camino para ser "de piel gruesa" ante la crítica hoy en día."
Jerome Froese sobre el papel de la crítica y los fans de Tangerine Dream (Sonic Inmersion, 2009) 

En 2000 profundizó en su faceta de disc-jockey publicando tres singles de vinilo, bajo el nombre de TDJ Rome, que fueron compiladas en CD en 2004. El mismo año ve la luz su primera grabación bajo su nombre propio, C₈H₁₀N₄O₂ (2004), carrera a la que paulatinamente le fue dando mayor impulso a medida que comenzaba su desvinculación de Tangerine Dream. Un año más tarde ve la luz su primer álbum en solitario, Neptunes (2005), publicado en su propio sello discográfico y Froese comienza a autodefinir su estilo musical como "guitartrónica". En entrevistas realizadas a posteriori Jerome afirmó que hubo dos razones para su salida de Tangerine Dream: diferencias creativas con su padre y razones familiares, tras el fallecimiento de su madre y esposa de Edgar Monique Froese, que alteraron el tipo de relación entre ambos.

"El año 2000 fue un punto de inflexión, Edgar y yo pasamos por momentos terribles y, como consecuencia directa, cambiaron muchas cosas en nuestra relación. Además no estaba demasiado entusiasmado con el regreso del saxofón y la incorporación de la percusión latina al sonido del grupo. Por lo tanto a finales de 2006 sentí que era hora de irme. Mi última grabación oficial con Tangerine Dream fue Jeanne D'Arc. En la actualidad, llamaría a mi relación con Edgar "amistosa pero distante"."
Jerome Froese sobre su salida de Tangerine Dream (Sonic Inmersion, 2009) 

En 2007 publicó un EP, titulado Precooked Munchies, que contenía dos pistas que se incluyeron en su segundo álbum de larga duración Shiver Me Timbers, y también algunas canciones exclusivas. Posteriormente, debido a un acuerdo entre Edgar y Jerome Froese, el sello Moonpop propiedad de Jerome obtuvo los derechos de explotación de más de ochenta títulos de la discografía de Tangerine Dream. A finales de 2008 la canción principal de un nuevo EP de 3 canciones, The Speed of Snow, se divulgó a través del sitio web de Moonpop para su descarga gratuita.

"Soy mejor en la guitarra que en los teclados sin duda alguna y siempre soñé con usar la guitarra como un secuenciador, un solo instrumento o una máquina de efectos. Puedes realizar más variación en un tono de guitarra que en un muestreo que suena igual cada vez que la tocas. Mi objetivo era reducir al mínimo todos los demás instrumentos como baterías y teclados. Aparte de eso me di cuenta, cada vez más, que no es lo habitual que una guitarra esté vinculada a un tono típico. Por eso llamo a mi sonido "Guitartronic (a)"."
Jerome Froese sobre su estilo musical (Sonic Inmersion, 2009) 

A principios de 2009 se publicaron varias colecciones reeditadas del material de Tangerine Dream a través del sello Membran. Dos de estas colecciones, Axiat y Vintage Vanguard, se publicaron con el nombre de Tangerine Dream pero los álbumes solo contenían material de Jerome y, en el último caso, incluye material nuevo grabado a finales de 2008. El mismo año se publicó DM 2.1 (2007), con selecciones de los dos primeros álbumes de la serie Dream Mixes y una nueva canción y, en un segundo álbum, un descarte de DM 4 que no se incluyó en el álbum original. A finales de 2009 se anunció que, aunque Jerome Froese no había sido parte activa de la banda desde 2006, había grabado 8 nuevas canciones para la realización de una última entrega de Dream Mixes V que vio la luz en marzo de 2010. Años más tarde Jerome afirmó que Edgar Froese le pidió continuar con la actividad del grupo una vez que se produjera su retirada pero este indicó que rehusó el ofrecimiento.

"A medida que pasaron los años Edgar me preguntó varias veces si estaría interesado en continuar con Tangerine Dream en algún momento. Sé que él hubiera querido asegurarse que la banda siguiera dentro de la familia. Por lo tanto estaba bastante decepcionado cuando rechacé su oferta. Lo hice por respeto a lo que él había acumulado durante años."
Jerome Froese sobre su vinculación con Tangerine Dream (The Electricity Club, 2018) 

En agosto de 2010 Froese lanzó un EP de 4 canciones, titulado Preventive Medicine, que anticipaba una canción de su tercer álbum de estudio, titulado Far Side of the Face, cuyo lanzamiento se preveía para 2011 pero que fue publicado finalmente en 2012. En junio de 2011, se publicó un álbum en vivo de Froese titulado Nightshade Family, con una lista completa de conciertos de la gira de Neptunes realizada en 2005.

"En realidad me llamaría "artista lobo solitario" lo que significa que obtengo mejores resultados, y más rápidos, cuando trabajo solo. Realmente me gusta tocar con otros artistas y, en general, estoy abierto a las colaboraciones, pero tiendo a ser impaciente, lo que podría enojar a otros."
Jerome Froese sobre su trabajo artístico (Sonic Inmersion, 2009) 

Es en este momento cuando Froese contacta con Johannes Schmoelling, antiguo miembro de Tangerine Dream, y comienza una colaboración entre ambos para la composición de nuevos temas. Más tarde, ya en 2011, se descubrió que la colaboración entre ambos se extendería más allá de un nuevo álbum en solitario y se anunció la formación de una nueva banda, Loom, en la que se reunirían Froese, Schmoelling y un tercer miembro llamado Robert Waters. El primer EP lanzado bajo el nombre de Loom, 100 001, se publicó en octubre, y Froese contribuyó con una nueva canción. En ese mismo momento Froese publicó, con su propio nombre, un mini-EP de dos pistas titulado Einzelkind.
En octubre de 2011 Loom realizó un concierto en el que se interpretaron canciones de la época en que Froese y Schmoelling fueron miembros de Tangerine Dream. El concierto completo se publicó en formato de CD doble en febrero de 2012 con el título Scored. Más adelante vieron la luz el álbum de estudio The Tree Hates The Forest (2013) y los EP 200 002 (2013) y 300 003 (2016). Hasta 2018 la última referencia publicada por Loom es el álbum doble en vivo Years In Music (2016), grabado en vivo en UFA Fabrik, antigua sala de montaje de los estudios cinematográficos reconvertida posteriormente en sala de conciertos y actividades culturales. En mayo de 2018 Jerome Froese afirmó en una entrevista que el trabajo de estudio de Loom se encontraba detenido y que quizá el trabajo de la banda se reorientaría hacia la interpretación en vivo en lugar de en la grabación musical.

"Desafortunadamente el trabajo en el segundo álbum de estudio (de Loom) se ha detenido en 2017 por lo que mantuve mi enfoque en otros proyectos que no estaban todos relacionados musicalmente. Básicamente Loom está orientado primariamente a ser una alineación para conciertos en vivo y, tal vez, lo reduciremos a eso en el futuro."
Jerome Froese sobre Loom (The Electricity Club, 2018) 

En junio de 2012 Jerome lanzó su tercer álbum de larga duración, Far Side of the Face y un recopilatorio llamado Cases of Recurrence que contiene canciones y canciones descartadas y rarezas publicadas en sus EPs de los años 2005-2011. También se publicó otra compilación, Orange Sized Dreams - Works 1990-1995 (2014), nuevas versiones y regrabaciones de temas compuestos en ese periodo y que fueron publicados originalmente durante su etapa en Tangerine Dream. El mismo año vio la luz un nuevo EP en solitario, #! (Shebang), que contiene dos canciones de estilo más electrónico y la regrabación de la canción At Marianas Trench incluida originalmente en su álbum debut de 2005 Neptunes.
La publicación de Beggin (2018), álbum firmado por Jerome Froese y Claudia Brücken cantante del grupo synth pop Propaganda, es hasta el momento la última referencia del músico alemán.

"Cuando Claudia y yo nos conocimos en 2014 le mostré algunas maquetas de canciones elegibles que le gustaron mucho y, por lo tanto, todo el proyecto arrancó. Ambos congeniamos rápidamente y la colaboración fue muy alegre e instructiva. Durante la producción localizamos cada vez mejor la dirección y el estilo al que debe ir la música. (...) Paul Humphreys nos dio la oportunidad de utilizar su estudio de Londres para las grabaciones finales de voz mientras estuvo de gira con OMD en Estados Unidos (...) para ser honesto su estudio estaba mucho mejor equipado para tomas vocales que el mío. (...) Claudia y yo estamos muy felices con el resultado y ahora esperamos ansiosamente su lanzamiento."
Jerome Froese sobre el proceso de grabación de Beggin (The Electricity Club, 2018) 

## Discografía
Álbumes
- Neptunes (2005)
- Shiver Me Timbers (2007)
- Nightshade Family (Live) (2011)
- Far Side Of The Face (2012)
- Beggin (como Brücken - Froese) (2018)

Sencillos
- C₈H₁₀N₄O₂ (2004)

- Radio Pluto (2005)
- Precooked Munchies (2007)
- The Speed Of Snow (2009)
- Preventive Medicine (2010)
- Einzelkind (2011)
- #! (Shebang) (2014)

Recopilaciones
- Cases Of Recurrence (2012)
- Orange Sized Dreams - Works 1990-1995 (2014)

Con Tangerine Dream
- Lily on the Beach (1989)
- Melrose (1990)
- Canyon Dreams (banda sonora) (1991)
- Rockoon (1992)
- Rumpelstiltskin - An audio novel for children (banda sonora) (1992)
- Quinoa (1992)
- The Private Music Of Tangerine Dream (compilación) (1992)
- 220 Volt Live (en vivo) (1992)
- Dreamtime (EP) (1993)
- Turn Of The Tides (1994)
- Tyranny Of Beauty (1995)
- Dream Mixes Vol.1 (DM I) (1995)
- Zoning (banda sonora) (1996)
- Goblins Club (1996)
- Oasis (banda sonora) (1997)
- Tournado – Live in Europe 1997 (1997)
- Dream Mixes 2 - Timesquare (DM II) (1998)
- Luminous Visions (banda sonora) (1998)
- Valentine Wheels – Live in London 1997 (1998)
- Architecture In Motion -también conocido como What A Blast- (banda sonora) (1999)
- Mars Polaris (1999)
- Great Wall Of China (1999)
- Tang-go – The Best Of Tangerine Dream (compilación) (2000)
- The Seven Letters From Tibet (2000)
- Dream Mixes 3 – The Past Hundred Moons (DM III) (2001)
- Inferno (2002)
- Dream Mixes 4 – DM 4 (DM IV) (2004)
- Purgatorio (2004)
- East – Live in Berlin 1990 (2004)
- Arizona – Live in Scottsdale/Phoenix 1992 (2004)
- Jeanne d'Arc (2005)
- Dream Mixes 2.1 / DM 2.1 Compilation (2007)
- Dream Mixes 5 (DMV) (2010)

Con Loom
- 100 001 (EP) (2011)
- Scored (Live) (2012)
- 200 002 (EP) (2013)
- The Tree Hates The Forest (2013)
- 300 003 (EP) (2016)
- Years In Music (2016)

## Nominaciones
| Año  | Trabajo nominado      | Premio               | Categoría                                 |
| ---- | --------------------- | -------------------- | ----------------------------------------- |
| 1992 | Rockoon               | 35.os Premios Grammy | Mejor álbum new age                       |
| 1993 | 220 Volt Live         | 36.os Premios Grammy | Mejor álbum new age                       |
| 1993 | Three Phase (video)   | 36.os Premios Grammy | Mejor vídeo musical de gran duración      |
| 1993 | Purple Haze (canción) | 36.os Premios Grammy | Mejor interpretación de rock instrumental |
| 1994 | Turn Of The Tides     | 37.os Premios Grammy | Mejor álbum new age                       |
| 1995 | Tyranny Of Beauty     | 38.os Premios Grammy | Mejor álbum new age                       |